# 為我哼首搖籃曲
《為我哼首搖籃曲》（英語：Sing Me a Lullaby）是一部2020年加拿大紀錄短片，由熊邦玲編導，講述蒂芬妮（Tiffany）前往台灣，努力尋找母親儒雯（Ru Wen）的親生家庭，並與之重新建立關係。
電影在2020年多倫多國際影展上首映，並榮獲「分享她的旅程」獎；隨後也被宣布入圍2020年加拿大導演協會獎最佳短片提名。
《為我哼首搖籃曲》入選被評為TIFF年終加拿大十大短片名單。2021年榮獲第9屆加拿大影視獎最佳紀錄短片。

## 外部連結
- 互联网电影数据库（IMDb）上《為我哼首搖籃曲》的资料（英文）
- CBC網站上的《為我哼首搖籃曲》文章
- 《紐約客》網站上的《為我哼首搖籃曲》文章